# Élection partielle québécoise de 2011
L'élection partielle du 5 décembre 2011 est une élection partielle qui s'est déroulé dans la circonscription de Bonaventure. Cette élection a été rendue nécessaire à la suite de la démission, le 6 septembre 2011, de Nathalie Normandeau, ex-vice-première ministre dans le gouvernement Charest. L'élection a été remporté par le candidat libéral Damien Arsenault.
Pour la première fois au Québec, les bulletins de vote comportaient les photos des candidats.

## Résultats
Six personnes avaient posé leur candidature pour l'élection. Le candidat libéral Damien Arsenault a finalement remporté avec une avance de 1 952 voix sur son plus proche rival, le péquiste Sylvain Roy. Malgré sa défaite, le Parti québécois s'est tout de même félicité d'avoir augmenté de 8 % son résultat par rapport à l'élection de 2008. De même, Québec solidaire est passé de 3 % à près de 9 % entre les deux élections. Les analystes s'entendent pour dire que la grande popularité de l'ancienne ministre Nathalie Normandeau a contribué à la victoire libérale[réf. nécessaire].
|                                                                                               | Nom               | Parti               | Nombre de voix | %      | Maj.  |
| --------------------------------------------------------------------------------------------- | ----------------- | ------------------- | -------------- | ------ | ----- |
|                                                                                               | Damien Arsenault  | Libéral             | 7 887          | 49,5 % | 1 952 |
|                                                                                               | Sylvain Roy       | Parti québécois     | 5 935          | 37,2 % | -     |
|                                                                                               | Patricia Chartier | Québec solidaire    | 1 422          | 8,9 %  | -     |
|                                                                                               | Georges Painchaud | Action démocratique | 365            | 2,3 %  | -     |
|                                                                                               | Jean Cloutier     | Vert                | 206            | 1,3 %  | -     |
|                                                                                               | Martin Zibeau     | Indépendant         | 131            | 0,8 %  | -     |
| Total                                                                                         | Total             | Total               | 15 946         | 100 %  |       |
| Le taux de participation lors de l'élection était de 54,6 % et 154 bulletins ont été rejetés. |                   |                     |                |        |       |

## Après l'élection
À l'occasion de l'Élection générale québécoise de 2012, qui se déroule environ 8 mois plus tard, les mêmes candidats pour le Parti libéral, le Parti québécois et Québec solidaire seront en lice. À ceux-ci s'ajoutent un candidat pour la Coalition avenir Québec et un autre pour Option nationale. 
Ce sera finalement le péquiste Sylvain Roy qui remportera l'élection et qui deviendra le nouveau député de Bonaventure. La circonscription s'est  toutefois agrandie, incorporant l'agglomération de Chandler, jusque-là dans la circonscription de Gaspé. Cette région ayant voté à 67 % pour le Parti québécois, il est possible de croire que celle-ci a fait une différence. 
Cependant, l'appui au Parti québécois dans la majorité des municipalités composant la circonscription avait augmenté, ce qui relativise la question.